# Armando Zanetti
Armando Zanetti (Cosenza, 1890 – Parma, 1977) è stato un giornalista e antifascista italiano.

## Biografia
Dopo la laurea, nel 1912, lavora a il Giornale d'Italia come corrispondente da Belgrado, Pietrogrado e Mosca.
Rientra in Italia nel 1918 e, nel 1919 divenne segretario dell'Associazione Nazionalista Italiana, carica che terrà fino al 1920, quando, maturati l'adesione ai principi del pensiero liberale e il rifiuto del Fascismo, nel 1923, si distacca dai nazionalisti e aderisce al Partito Liberale e nel 1924 dà vita a Rinascita liberale con Adolfo Tino. Nel 1925 è costretto all'esilio in Svizzera, dove lavora per La dernière heure.
Nel 1928 fonda, insieme al cattolico Francesco Luigi Ferrari e al socialista Arturo Labriola, il Comité italien de Bruxelles, centro di studi politici e movimento antifascista, pubblicando fino al 1929 L'Observateur.
Dopo la Seconda guerra mondiale aderisce al Movimento Federalista Europeo, per il quale fonda e dirige, tra il 1959 e il 1961, L'Opinion européenne.